# Tortula thianschanica
Tortula thianschanica är en bladmossart som beskrevs av Brotherus 1929. Tortula thianschanica ingår i släktet tussmossor, och familjen Pottiaceae. Inga underarter finns listade i Catalogue of Life.